# Redy-Osada
Redy-Osada – wieś w Polsce położona w województwie warmińsko-mazurskim, w powiecie lidzbarskim, w gminie Lidzbark Warmiński. Do przemian gospodarczych miejscowość nosiła nazwę PGR Redy.
W latach 1975–1998 miejscowość administracyjnie należała do województwa olsztyńskiego. Wieś znajduje się w historycznym regionie Warmia nieopodal Lidzbarka Warmińskiego

## Przedsiębiorstwa
W miejscowości znajduje się gospodarstwo rolne, zakłady naprawcze przedsiębiorstwa Polmlek z Lidzbarka Warmińskiego oraz lokalna fabryka jogurtów.